# 陳金龍
陳金龍（1953年1月5日—1979年8月21日），臺灣台中人，中華民國陸軍少校，在新店溪搶修青潭堰時落水殉職，於當地立有銅像紀念。

## 殉職
1979年8月17日，歐敏颱風山洪沖垮青潭堰，臺北市停水。19日清晨，陳金龍以連長身分帶領二九三五工兵部隊至青潭堰上游新店溪協助搶修，主要任務為架設浮橋。他曾對記者說，青潭堰關係著兩百多萬人飲水，能參與搶修工作十分榮幸。當時他為五一三營第二連連長。20日晚休息時，他悄悄託人到附近雜貨店買香煙給連裡弟兄每人一包，多數人都不曉得煙是誰送的。
21日上午7時，牽引浮橋的鋼索突然斷裂，浮橋失去拉力，快速往下游衝去，在橋上的陳金龍摔落河，士兵見狀立即拋繩，可是水流湍急，陳金龍沒抓住，等漂至第一出水口又沒抓住過濾網或救生圈，繼續往下流，上午11時40分撈獲陳金龍屍體。
同天，臺北市恢復供水。

## 身後
臺北市議員許炳南、陳順珍、鄭娟娥、蔣淦生及議事組主任林朝樹等人，出事當日到青潭堰慰問。
22日，時任中華民國總統蔣經國約見陳金龍的部隊指揮官王望群上校，詢問殉職情形以及家庭狀況。
陳金龍家住於南投縣草屯鎮，遺有兩子女。當天組成治喪會，柏鴻輝中將擔任治喪會主任委員，台北市政府秘書長馬鎮方為副主任委員，工兵指揮官崔少將為總幹事，自來水處徐主任秘書為副總幹事。
兵役處發給埋葬補助費新台幣四千五百元。臺北自來水事業處全體員工捐出一日所得四十萬元，自來水處另捐出十萬元。中國國民黨台北市委員會副主任委員林溪圳，贈送慰問金六萬元。另有一對六旬老夫婦，也攜帶兩萬元到青潭堰表示一萬元捐作陳金龍子女教育基金。台北市政府除負責喪葬費與子女教育費用與生活照顧，並答應為遺屬購置一棟國民住宅，居住地點由家屬指定。
聯合報系董事長王惕吾除捐贈塑建十萬元作為豎立銅像費用、陳金龍子女教育基金十萬元，還給自來水廠殉職技工王兩昭家屬十萬元。銅像由師大藝術系教授闕明德免費設計，並與他的兒子闕朝華雕塑完成。
銅像立在青潭堰直潭段過橋坑小段路邊山坡上。銅像座三面都有字，分別是「追念的話」、「旌忠狀」與「陳少校金龍事略」、「忠勇垂範」。1980年5月6日，總統蔣經國在臺北市市長李登輝陪同下，視察下月即將完工的青潭堰永久攔水壩，回程時，眾人在陳金龍銅像前步下座車，走到銅像前行禮致意。當時擔任輔導長、住在新店區粗坑里的金斌熙，會定期維護紀念碑環境。之後，青潭堰立有李合豐銅像。
2013年，陳金龍牌位從臺北忠烈祠移靈入祀南投忠烈祠。